# Antiquarium di Loreo
L'Antiquarium di Loreo è una collezione archeologica ubicata nella torre civica del comune di Loreo, in provincia di Rovigo. La collezione è stata aperta al pubblico nel 2004, con la finalità di valorizzare il patrimonio storico-artistico dell'area compresa tra le foci di Adige e Po, costituendo un piccolo, ma di pregio, polo di attrazione turistica. Il nucleo espositivo conserva reperti rinvenuti dagli scavi nella villa romana di Corte Cavanella, promossi dalla Soprintendenza per i Beni Archeologici del Veneto tra il 1981 e il 1990. L’Antiquarium è indissolubilmente connesso alle realtà del Museo archeologico nazionale di Adria e del Centro Turistico Culturale di San Basilio di Ariano nel Polesine, insieme ai quali fa parte della rete del Sistema Museale Provinciale Polesine. È di proprietà del Comune ed è inserito nel progetto di gestione permanente del “Parco culturale archeologico – Corte Cavanella”.

## Storia

### LaMansio Fossis
In epoca romana, le terre dell’alto Adriatico vennero solcate da numerose vie di scambio connesse alla fascia costiera inferiore ed è proprio in questo vivace contesto di opere infrastrutturali che sorse nel I sec. d.C. la Mansio Fossis, una stazione di posta collocata a ridosso delle principali vie di comunicazione. Il complesso deve la sua denominazione al vicino ramo antico del Po, Fossiones, citato da Plinio il Vecchio e tutt’oggi toponimo dell’area in cui sfocia l’Adige. L'area indagata dagli scavi appartiene al comune di Loreo e si trova nei pressi della riva destra dell'Adige. Un documento che attesta la vivacità dei traffici è l’Itinerarium Antonini, in cui viene registrata l’esistenza di una parallela via d’acqua percorribile fra le stazioni di transito tra Ravenna e Altino. Nei pressi dell’insediamento sono stati rinvenuti alcuni frammenti di una massicciata di età tardoimperiale, diretta verso nord-ovest, che hanno consentito di confermare il passaggio di un’importante via che collegava Fossis alle mansiones di Evrone, ipotizzata nell’odierna Vallonga di Arzergrande (PD), Septem Mària a Donada di Porto Viro (RO), e Hadriani identificata in S. Basilio di Ariano nel Polesine (RO).

### Scavi di Corte Cavanella
Le campagne di scavo condotte nel corso degli anni Ottanta hanno documentato un insediamento romano sorto in età imperiale, sin dall’origine bagnato dalle acque su tre lati e caratterizzato da due fasi di occupazione che vanno dal I al V secolo d.C.. Sono stati individuati i resti di una villa rustica, collegata ad una darsena monumentale; l'abitazione ospitava ambienti di pregio come un’ampia corte porticata, sale absidate, ambienti con pavimenti in opus signinum ed inserti di crustae triangolari in marmo bianco. Di rilievo anche le costruzioni esterne alla villa, come una sponda in tronchi ed un muro in trachite euganea che denota un certo prestigio. Alla seconda fase, dalla seconda metà del I sec. d.C., appartiene una completa ristrutturazione del complesso inerente alla trasformazione dell’insediamento in un importante approdo commerciale, identificato come quella “Fossis” citata nella Tabula Peutingeriana. Nel IV secolo d.C. un’alluvione fece crollare il tetto della darsena e comportò un inevitabile abbandono del complesso, con conseguente impaludamento della zona.

### Torre civica
Il panorama di Loreo è dominato dalla torre civica, adibita a torre dell'orologio, edificata durante la fase conclusiva della Repubblica di Venezia nel corso del XVIII secolo. L’edificio si affaccia sul principale canale navigabile, infatti il borgo di Loreo è stato per secoli al centro di intensi traffici fluviali e si dipana in un reticolato di calli che dalla torre conducono alla principale piazza della città dedicata al celebre architetto veneziano Baldassare Longhena. La torre è connotata da una monumentale scalinata da cui si può accedere all’Antiquarium, organizzato in due principali ambienti.

## Collezione

### Sala I
Il primo ambiente introduce il percorso storico con quattro pannelli didattici sulla millenaria storia di Loreo e del suo circondario. I reperti di età romana da Corte Cavanella sono collocati in tre vetrine. La collezione consiste in prevalenza di utensili e vasellame da cucina, olle a fondo convesso in ceramica comune del II sec. d.C., oggetti di lusso, frammenti di colli e fondi di Hydria in vetro, un ago ed alcuni spilloni in osso lavorato, vasellame da mensa, coppe e piatti in ceramica sigillata di manifattura norditalica, boccali in ceramica, oltre ad oggetti d’arredo della villa, come alcune lucerne di tipo Firmalampen. Alcuni vetri di pregio e merce d’importazione documentano la fiorente economia di scambio e commercio della zona.

### Sala II
La seconda sala è dedicata alla navigazione fluviale, inerente all’eccezionale ritrovamento nei pressi della darsena di Corte Cavanella di un fondo di barca romana reimpiegato come passerella e di un’imbarcazione in legno a fondo piatto, adatta alla navigazione fluviale ed endolagunare, di maggiori dimensioni: il primo esemplare di questa tipologia rinvenuto in area veneta. Al centro della sala è posta una vetrina con alcune anfore da trasporto ed una ricostruzione plastica del sito archeologico, oltre ad un percorso nella primordiale formazione della Pianura Padana, dall’età etrusca e romana, al Medioevo, sino alla fine del dominio veneziano. Dell’antico sito non v’è traccia superficiale poiché le caratteristiche geomorfologiche del territorio non consentono ulteriori scavi e il terreno è stato restituito ad uso agricolo.